# Rudy Bowman
Rudolph „Rudy“ Marcy Bowman (* 15. Dezember 1890 in Kansas, Vereinigte Staaten; † 29. Oktober 1972 im Los Angeles County, Kalifornien, Vereinigte Staaten) war ein US-amerikanischer Schauspieler. 

## Leben
Rudolph Bowman war mit Gertrude Creason Bowman verheiratet. Aus der Ehe gingen vier Kinder hervor.
Seine Schauspielerkarriere begann Bowman auf Theaterbühnen in Philadelphia und Umgebung. Dort wurde er eine lokale Berühmtheit. Im Ersten Weltkrieg kämpfte er mit den amerikanischen Expeditionsstreitkräften in Frankreich. Kurz vor Kriegsende, am 3. November 1918 wurde er im Bereich der Maas schwer verwundet. Ein Granatsplitter hatte seine Stimmbänder durchtrennt und machte ihn dadurch sprachunfähig. Dank erheblicher eigener Willenskraft gelang es ihm später eine begrenzte, für Zuhörer schwer verständliche, krächzende Artikulation zu erreichen.
Bowmans Theaterkarriere war jedoch durch die kriegsbedingte Behinderung beendet. Dafür gelangte er zum Stummfilm, wo er Emotionen und Gefühle wortlos ausdrücken konnte. Mit dem Aufkommen des Tonfilms wurde auch diese Karriereetappe abgebrochen, bedingt durch seine Behinderung. Für tragende, daher sprechende Rollen kam er nicht mehr in Frage. Seinen bekanntesten Auftritt in einem Tonfilm hatte Bowman in dem Western Der Teufelshauptmann von Regisseur John Ford. Dort spielte er die Rolle des ehemaligen Südstaatengenerals Brome Clay, der nach dem Ende des Sezessionskrieges quasi inkognito als einfacher Soldat John Smith Dienst tat. Der nach einem Indianerangriff tödlich verwundete Ex-General konnte sich im Sterben liegend nur noch krächzend artikulieren. Hier wurde Bowmans Gebrechen dramaturgisch verwendet.
Sein schauspielerisches Schaffen für Film und Fernsehen umfasst rund 190 Produktionen.

## Filmografie (Auswahl)
- 1936: Trailin' West
- 1939: Herr des wilden Westens (Dodge City)
- 1939: Der große Bluff (Destry Rides Again)
- 1940: Teddy the Rough Rider (Kurzfilm)
- 1940: Goldschmuggel nach Virginia (Virginia City)
- 1940: Go West
- 1941: Flucht nach Texas (Texas)
- 1941: Sein letztes Kommando (They Died with Their Boots On)
- 1942: Der Draufgänger von Boston (In Old California)
- 1942: Silver Queen
- 1943: Harte Burschen – steile Zähne (A Lady Takes a Chance)
- 1943: Johnny Come Lately
- 1943: Die Hölle von Oklahoma (In Old Oklahoma)
- 1943: Eine Frau für den Marshall (The Woman of the Town)
- 1944: Die Abenteuer Mark Twains (The Adventures of Mark Twain)
- 1944: The Climax
- 1945: San Francisco Lilly (Flame of Barbary Coast)
- 1945: Der Mann aus dem Süden (The Southerner)
- 1945: Der Weg nach Utopia (Road to Utopia)
- 1945: Ein Mann der Tat (San Antonio)
- 1946: Land der Banditen (Badman’s Territory)
- 1946: Smoky, König der Prärie (Smoky)
- 1947: Die Todesreiter von Kansas (Trail Street)
- 1947: Verfolgt (Pursued)
- 1948: Flucht nach Nevada (Four Faces West)
- 1948: Gangster der Prärie (Station West)
- 1948: Tochter der Prärie (Belle Starr's Daughter)
- 1948: Der Rächer von Los Angeles (Old Los Angeles)
- 1949: Der Teufelshauptmann (She Wore a Yellow Ribbon)
- 1949: In letzter Sekunde (The Fighting Kentuckian)
- 1949: Canadian Pacific
- 1949: Mit Pech und Schwefel (Brimstone)
- 1949: Zweikampf am Red River (Massacre River)
- 1950: Rauchende Pistolen (Singing Guns)
- 1950: Fluch des Blutes (Devil’s Doorway)
- 1950: Todfeindschaft (Dallas)
- 1950: Revolverlady (Frenchie)
- 1950: Gefährliche Mission (Wyoming Mail)
- 1950: Mississippi-Express (Rock Island Trail)
- 1950: Blutiger Staub (The Outriders)
- 1951: Apachenschlacht am schwarzen Berge (Oh! Susanna)
- 1951: Die Teufelsbrigade (Distant Drums)
- 1951: In Rache vereint (The Great Missouri Raid)
- 1951: Unsichtbare Gegner (Santa Fe)
- 1952: Zwei räumen auf (Cripple Creek)
- 1952: Die schwarzen Reiter von Dakota (Bugles in the Afternoon)
- 1952: Der König der Wildnis (The Lion and the Horse)
- 1952: Die Rose von Cimarron (Rose of Cimarron)
- 1952: Menschenjagd in San Francisco (The San Francisco Story)
- 1952: Schüsse in New Mexico (The Duel at Silver Creek)
- 1952: Der Tiger von Utah (Ride the Man Down)
- 1952: Die roten Teufel von Arizona (Flaming Feather)
- 1953: Wem die Sonne lacht (The Sun Shines Bright)
- 1953: Am Tode vorbei (Woman They Almost Lynched)
- 1953: Schwere Colts in zarter Hand (Calamity Jane)
- 1953: Der Hauptmann von Peshawar (King of the Khyber Rifles)
- 1953–1957: Im Wilden Westen (Death Valley Days, Fernsehserie, 9 Folgen)
- 1954: Ritt mit dem Teufel (Ride Clear of Diablo)
- 1954: Der Sheriff ohne Colt (The Boy from Oklahoma)
- 1954: Über den Todespaß (The Far Country)
- 1954: Die gebrochene Lanze (Broken Lance)
- 1954: Unter zwei Flaggen (The Raid)
- 1954: Brigadoon
- 1955: Jupiters Liebling (Jupiter’s Darling)
- 1955: Ein Mann namens Peter (A Man Called Peter)
- 1955: Aus dem Leben einer Ärztin (Strange Lady in Town)
- 1955: Der Teufel im Sattel (Tall Man Riding)
- 1955: Wichita
- 1955: Drei Rivalen (The Tall Men)
- 1955–1956: Sergeant Preston (Sergeant Preston of the Yukon, Fernsehserie, 4 Folgen)
- 1956: In geheimer Mission (The Great Locomotive Chase)
- 1956: I Love Lucy (Fernsehserie, Folge 5x17)
- 1956: Gegen das Gesetz (The Broken Star)
- 1956: Duell am Apachenpaß (Thunder Over Arizona)
- 1956: Der Regenmacher (The Rainmaker)
- 1956: Zug der Furchtlosen (Westward Ho, the Wagons!)
- 1956–1964: Rauchende Colts (Gunsmoke, Fernsehserie, 20 Folgen)
- 1957: Zwei rechnen ab (Gunfight at the O.K. Corral)
- 1957: Der Mann mit den 1000 Gesichtern (Man of a Thousand Faces)
- 1958: Weites Land (The Big Country)
- 1958: Jonny schießt nur links (Gunsmoke in Tucson)
- 1958–1962: Have Gun – Will Travel (Fernsehserie, 4 Folgen)
- 1959: Warlock
- 1959: Morgen bist du dran (The Wild and the Innocent)
- 1959–1965: Bonanza (Fernsehserie, 10 Folgen)
- 1960: Die Dame und der Killer (Heller in Pink Tights)
- 1960: Vergeltung ohne Gnade (One Foot in Hell)
- 1960: Land der tausend Abenteuer (North to Alaska)
- 1962: Die siegreichen Drei (Sergeants 3)
- 1962: Der Mann, der Liberty Valance erschoß (The Man Who Shot Liberty Valance)
- 1963: The Dakotas (Fernsehserie, 2 Folgen)
- 1963: Twilight Zone (Fernsehserie, Folge 4x18 Der Barde)
- 1964: Die Leute von der Shiloh Ranch (The Virginian, Fernsehserie, Folge 2x19)
- 1964: Mary Poppins
- 1964: Cheyenne (Cheyenne Autumn)
- 1966: Höchster Einsatz in Laredo (A Big Hand for the Little Lady)
- 1967: Bullwhip Griffin oder Goldrausch in Kalifornien (The Adventures of Bullwhip Griffin)
- 1967: Die abenteuerliche Reise ins Zwergenland (The Gnome-Mobile)